# Paul Dangla

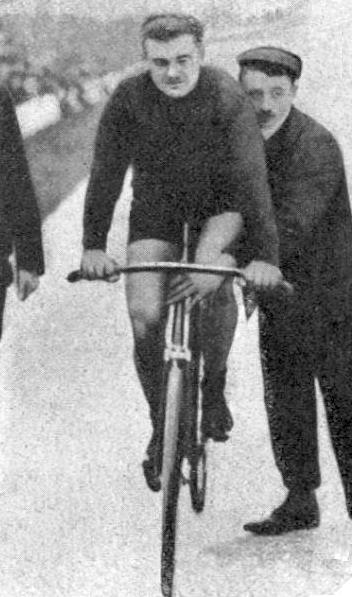
Paul Dangla au départ de son second record du monde de l'heure derrière moto sur piste, le 18 octobre 1903 au Parc des Princes (84,577 kilomètres).

Léopold-Marie Dangla, couramment appelé Paul Dangla, est un coureur cycliste stayer français né le 16 janvier 1878 à Laroque-Timbaut et mort à Magdebourg le 25 juin 1904, spécialiste de demi-fond. 
En 1903, il bat à deux reprises (le 16 août puis le 18 octobre), le record du monde de l'heure derrière une moto sur piste au vélodrome du Parc des Princes (81,108 puis 84,577 kilomètres parcourus).

## Biographie

### Enfance
Paul Dangla est le fils de Marie Pelegrin et de Ferdinand Dangla. Quelques années après sa naissance, son père quitte la gendarmerie et se retire dans son pays d’origine, Le Passage d’Agen, où il exercera les fonctions de garde champêtre. Le jeune Paul (prénom usuel) vit, avec ses parents, au 7 impasse de la Garonne.

### Carrière
Plein d'ambitions, Dangla abandonne son métier de comptable et se fixe à Paris en 1899 où il se distingue au Parc des Princes. Il court en vitesse sur piste et réussit bien. Il se prend alors de passion pour le demi-fond et, dès ses débuts, s’impose comme un des meilleurs spécialistes. Il devient rapidement une célébrité en parcourant les vélodromes sans casque ; le public le surnomme le mousquetaire Dangla.
En 1900, il participe aux Jeux olympiques de Paris dans des courses pour professionnels non reconnues comme olympiques. 
Le 16 août 1903, au vélodrome du Parc des Princes, il bat tous les records du monde à partir du :
- 30e km, en 22 min 14 s 1/5,
- 40e km, en 29 min 23 s 4/5,
- 50e km, en 36 min 40 s 4/5 (dans la demi-heure 40 km 800)
- 60e km, en 43 min 56 s 4/5 (dans l’heure 81 km 108)
- 70e km, en 51 min 17 s 1/5
- 80e km, en 58 min 42 s 3/5

Il enlève ainsi à l’Allemand Thaddäus Robl son ancien record de l’heure. L’Anglais Tommy Hall reprend le record de l’heure (derrière entraîneur) peu après en réalisant 84 km 140.
Paul Dangla porte ensuite le record du monde de l’heure (derrière entraîneur) à 84 km 577, le 18 octobre 1903 au Parc des Princes.

### Une disparition précoce

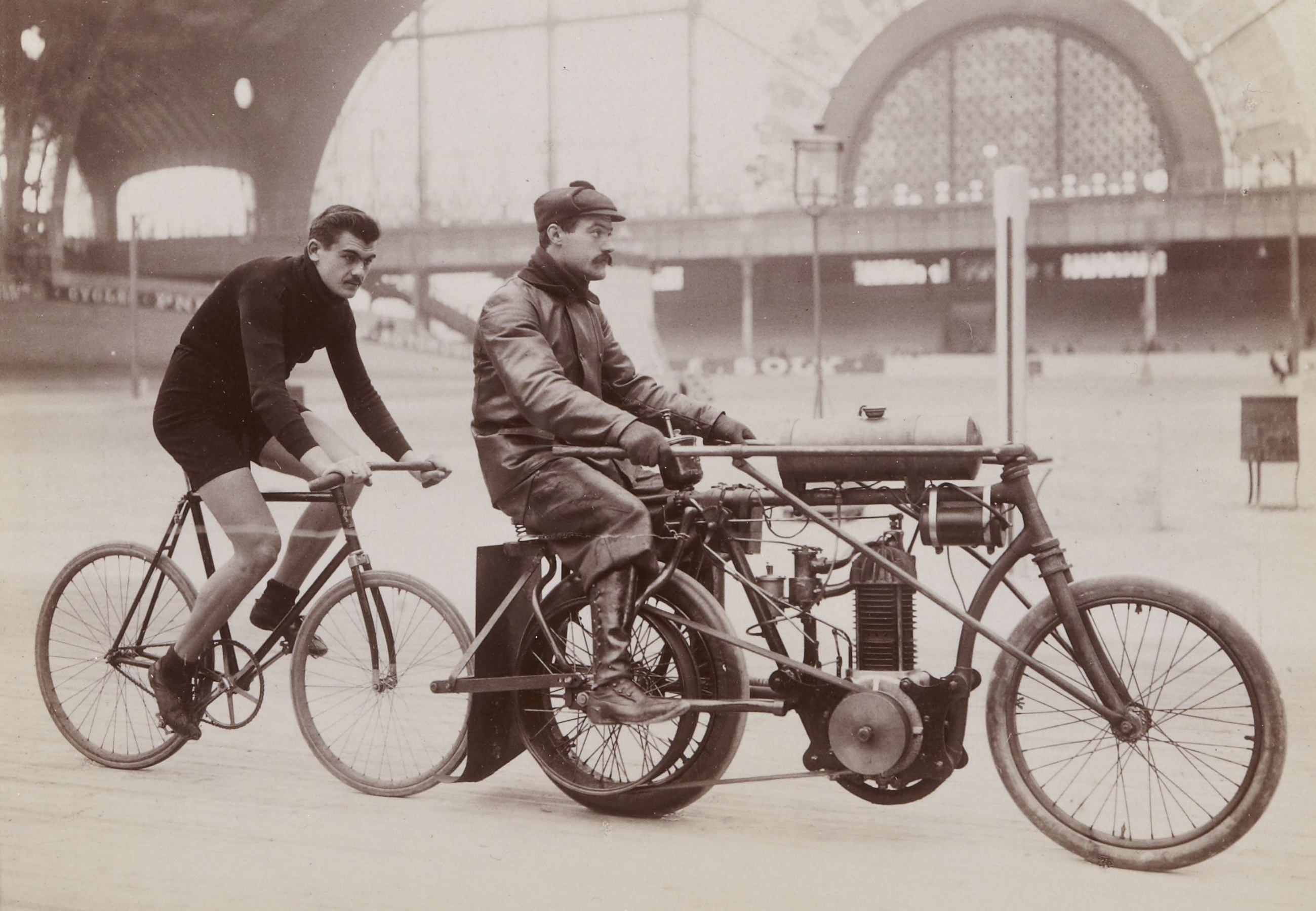
Paul Dangla derrière son entraîneur Marius Thé au Vélodrome d'Hiver (1903/04)

En avril 1904, il est blessé dans une chute à l'entraînement et il est incapable de courir pendant un mois. Le 12 juin 1904, Dangla chute à une vitesse de près de 80 km/h lors de la Roue d' Or de Magdebourg. Il meurt deux semaines plus tard des graves blessures à la tête et aux jambes, à l’âge de 26 ans,

## Palmarès
- 1901
  - 2e Grand Prix d'Angers de vitesse
- 1903
  -  Médaillé d'argent du Championnat d'Europe de demi-fond.
  -  Médaillé d'argent du championnat de France de demi-fond.
  - 3e  Bol d'or de Friedenau.
- 1904
  - 1re  Roue d'Or de Magdebourg

## Hommages
Ses funérailles ont lieu au Passage d’Agen le 3 juillet et un comité se constitue pour ériger un monument sur sa tombe : une colonne brisée, avec sur le socle, à son effigie, une photographie le représentant signée Henry qui porte l’inscription suivante : « Paul DANGLA 1878-1904 – Record du monde – Demi-fond 84 km 577. »
Voici quelques années, on pouvait voir son vélo sur sa tombe du cimetière de Dolmayrac au Passage d’Agen, mais ce dernier a depuis disparu. Un collège de la ville d’Agen porte son nom, en hommage au « mousquetaire » mort prématurément.